# America di notte
America di notte è un film del 1961, diretto da Carlos Alberto de Souza Barros e Giuseppe Maria Scotese. Appartiene al filone dei Mondo movie.

## Seguiti
Mondo Sexualis USA di David Adnopoz del 1987 venne distribuito in Italia con il titolo America di notte 2.